# Camp (Ilhas Malvinas)

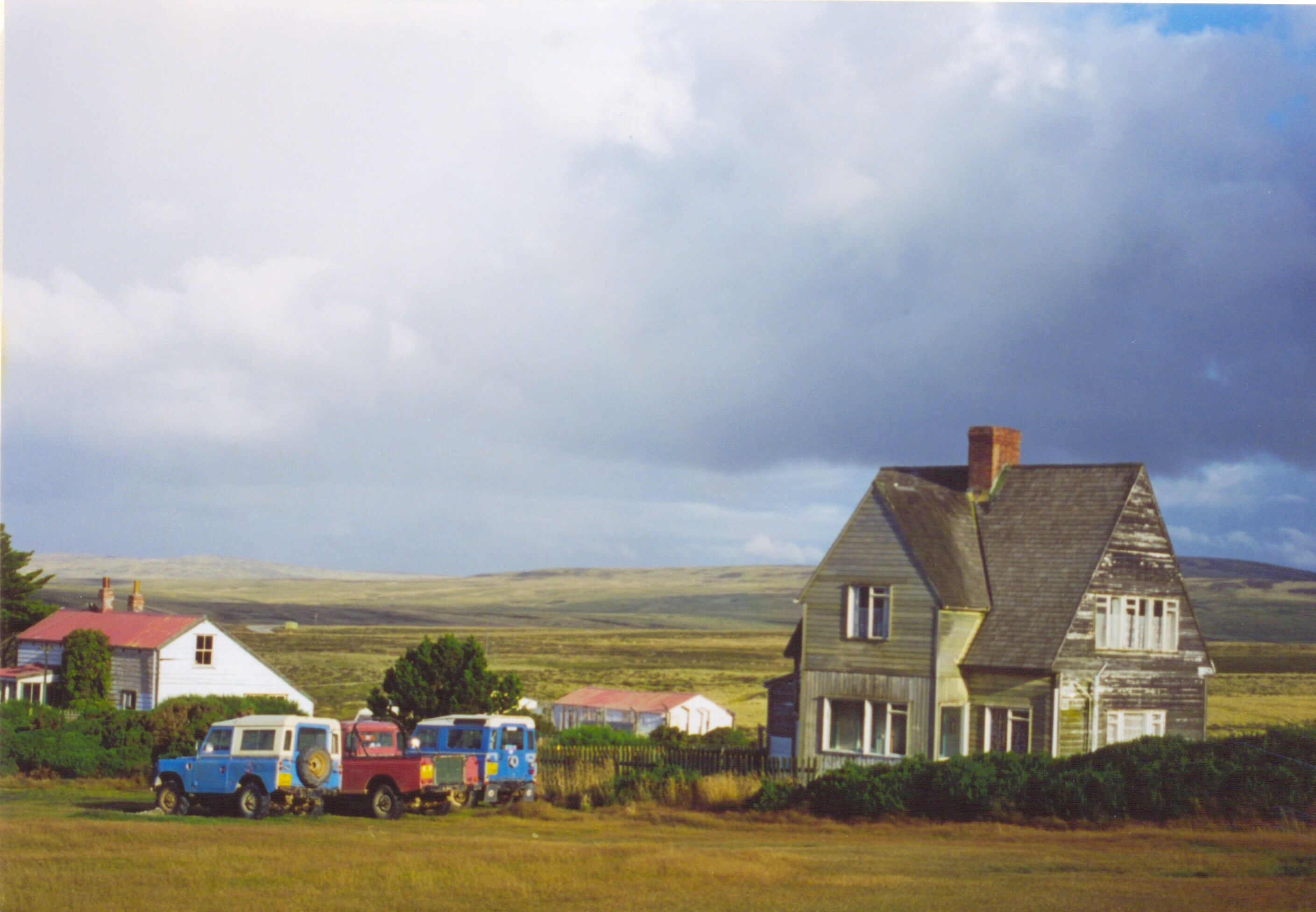
Um assentamento no Camp.

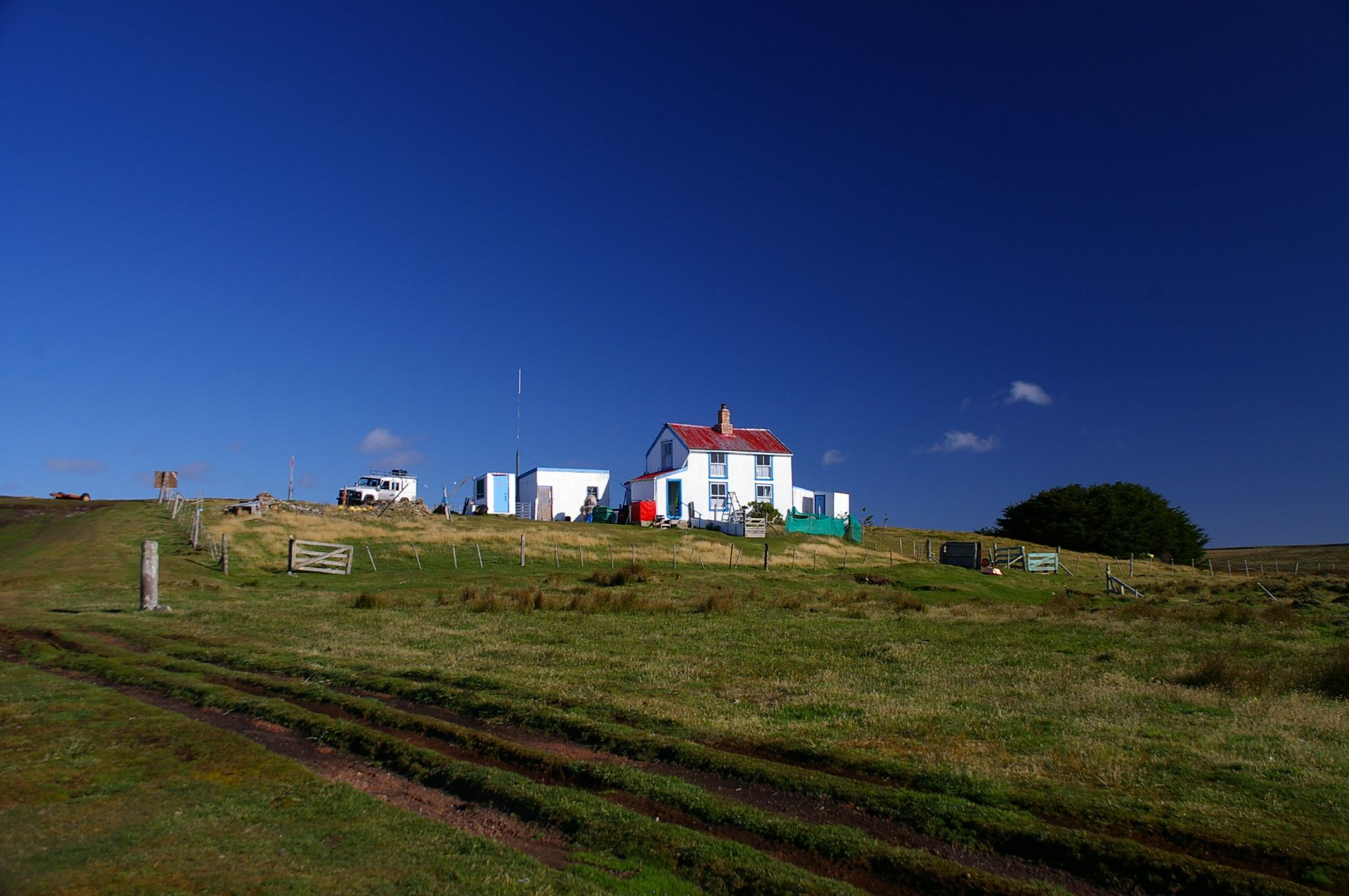
Volunteer Point

Camp é o termo usado nas Ilhas Malvinas para referir-se a qualquer parte das ilhas fora da única cidade significativa do arquipélago, Stanley, e, muitas vezes, a grande base da Força Aérea Real britânica em Mount Pleasant. Ela é derivada da palavra espanhola campo,  com significado semelhante ao português.
O Camp possui, como Fox Bay, Goose Green, Darwin e Port Howard, que, geralmente, são pouco mais que agrupamentos de algumas casas. Port Louis, no norte da Malvina Oriental é o mais antigo assentamento permanente nas ilhas, fundado pelos franceses em 1764. Port Egmont na Ilha Saunders, agora abandonado, é a mais antigo assentamento britânico. A maioria da população rural das Malvinas vive na Malvina Oriental, seguido pela Malvina Ocidental. Ilhas periféricas, tais como Pebble, Sea Lion, West Point, Weddell e Carcass, também são habitadas. Camp é também o termo usado em contextos formais: e.g. a Assembleia Legislativa das Ilhas Malvinas possui as constituências de Stanley e de Camp.
Existem também algumas instalações militares britânicas, tais como a Base aérea da Força Aérea Real em Mount Pleasant, Mare Harbour e Mount Alice: há também a Ponte Suspensa Bodie Creek, a mais meridional de seu tipo no mundo. Muitas partes do "Camp" ainda estão minadas desde a época da Guerra das Malvinas, particularmente fora de Stanley.
Oficialmente, o fuso horário das Malvinas é o UTC-3 durante os meses de verão (ainda que, desde setembro de 2010, o arquipélago permaneça em UTC-3 permanentemente), mas muitos moradores do Camp usam o fuso UTC-4 durante todo o ano, prática conhecida nas ilhas Malvinas como o "Horário do Camp". Tal prática causou confusão em 2009, quando uma equipe da Royal Engineers que trabalhavam em Hill Cove não perceberam que na Malvina Ocidental se estava num horário diferente de Stanley.
A criação de ovinos é a principal atividade econômica no Camp. Incluem-se também a pesca e o turismo (particularmente o relacionado à vida selvagem ou relacionados com a a história da guerra). O Camp é representado por três membros da Assembleia Legislativa das Ilhas Malvinas.